# Бассерман, Фридрих Даниэль
 Фридрих Даниель Бассерман (нем. Friedrich Daniel Bassermann; 24 февраля 1811, Мангейм — 29 июля 1855, Великое герцогство Баден) — баденский депутат и политический деятель, сторонник объединения Германии под главенством Пруссии. 

## Биография
Родился 24 февраля 1811 в Мангейме. Сперва мальчик на побегушках, потом приказчик магазинов аптекарских товаров в Гавре и Париже. Б. с 1829—31 г. слушал лекции в Гейдельбергском университете и основал в Мангейме торговый дом. Сограждане Б. избрали его в 1841 г. в Баденскую палату, где он выступил энергическим и искусным противником министерской системы и вскоре занял выдающееся место среди вожаков оппозиции. 
На ландтаге 1847—1848 гг., за несколько дней до Февральской революции, он внес предложение об общегерманском народном представительстве. В марте 1848 года баденское правительство послало Б. депутатом на Франкфуртский сейм. Когда на место сейма во Франкфурте собрался германский парламент, Б. участвовал в нём в качестве представителя одного из баварских избирательных округов, причем заявил себя рьяным противником крайней левой. В августе 1848 г. Б. вступил в германское министерство в качестве младшего статс-секретаря внутренних дел и состоял в этом звании до падения министерства Гагерна. Кроме того, в ноябре 1848 и в мае 1849 г. его посылали делегатом в Берлин, чтобы прийти к соглашению с прусским правительством, что, однако, Б. не удалось. 
Во время споров о разных проектах германской конституции Б. твердо стоял на стороне наследственной прусско-имперской партии, а когда прусский король не принял императорской короны, он первый советовал столковаться с Пруссией. Позднее на сейме в Готе большинство партии Б. положило в основание своей программы мысль об этом соглашении. Б. участвовал также и в союзном парламенте в Эрфурте как представитель одного из избирательных округов Прирейнской Пруссии. Уже в начале своей общественной деятельности Б. оставил приносившие ему доход торговые операции и основал в Мангейме в компании с К. Мати издательскую фирму. Эта фирма, преследовавшая преимущественно интересы объединения Германии, издавала, между прочим, с 1 июля 1847 г. газ. «Deutsche Zeitung». Страдая с 1850 г. нервным расстройством, к которому вскоре присоединилась болезнь глаз, Б. должен был отказаться от политической деятельности. 29 июля 1855 г. Б. застрелился.